# Miłowice (Polska Cerekiew)
Miłowice – część wsi Polska Cerekiew w Polsce, położona w województwie opolskim, w powiecie kędzierzyńsko-kozielskim, w gminie Polska Cerekiew.
W latach 1975–1998 Miłowice administracyjnie należały do ówczesnego województwa opolskiego.

## Nazwa
Nazwa miejscowości wywodzi się od miłości - polskiej nazwy uczucia. Heinrich Adamy swoim dziele o nazwach miejscowości na Śląsku wydanym w 1888 roku we Wrocławiu jako najstarszą nazwę miejscowości wymienia Miłowice podając jej znaczenie "Lieblingsort" czyli w języku polskim "Miejscowość miłości".

## Historia
Od końca XVIII w. wieś posiadała własną pieczęć gminną, na której wizerunku umieszczono grabie w słup, pomiędzy dwoma stogami.

Przypisy
1. ↑  Oficjalny Spis Pocztowych Numerów Adresowych, Poczta Polska S.A., październik 2013, s. 951 [zarchiwizowane z adresu 2014-02-22].
2. ↑  Państwowy Rejestr Nazw Geograficznych – miejscowości – format XLSX, Dane z państwowego rejestru nazw geograficznych – PRNG, Główny Urząd Geodezji i Kartografii, 5 listopada 2023, identyfikator PRNG: 189603
3. ↑  Rozporządzenie Ministra Administracji i Cyfryzacji z dnia 13 grudnia 2012 r. w sprawie wykazu urzędowych nazw miejscowości i ich części (Dz.U. z 2013 r. poz. 200)
4. ↑  Rejestr TERYT. Jednostki podziału terytorialnego (TERC). Główny Urząd Statystyczny. [dostęp 2023-07-18].
5. 1 2  Heinrich Adamy, Die schlesischen Ortsnamen, ihre Entstehung und Bedeutung. Ein Bild aus der Vorzeit, wyd. 2, Breslau: Verlag von Priebatsch’s Buchhandlung, 1888, s. 70, OCLC 456751858 (niem.).
6. ↑  Aleksandra Starczewska-Wojnar, Odciśnięta pamięć wspólnoty: prawne i komunikatywne funkcje pieczęci gmin wiejskich na przykładzie zachodnich powiatów rejencji opolskiej w latach 1816-1933, Archiwalne Źródła Tożsamości, Opole: Archiwum Państwowe w Opolu : Uniwersytet Opolski, 2020, s. 188, ISBN 978-83-956475-6-7 [dostęp 2024-12-05] (pol.).